# Aeropuerto de Valladolid
El aeropuerto de Valladolid (IATA: VLL, OACI: LEVD), anteriormente conocido como Aeropuerto de Villanubla, Aeropuerto de Valladolid-Villanubla o Base aérea de Villanubla, está situado en el término municipal de Villanubla en la provincia de Valladolid, comunidad autónoma de Castilla y León, España, a 10 km (kilómetros) al oeste de la capital provincial.
El aeropuerto tiene un horario de apertura y cierre de 8:30 a 21:15 hora local.

## Historia

### Precedentes
No fue hasta 1910, cuando se construyó el primer aeródromo en Valladolid. Este primer aeropuerto se situó junto a la Academia de Caballería de Valladolid, en pleno centro de la ciudad. Su posición estratégica, prácticamente en el centro del norte peninsular, convirtió a Valladolid en un punto obligado de paso para todo aquel que desease dirigirse al sur peninsular, así como, para todo aquel que desease dirigirse a la capital española.
No menos importante fue el gran potencial militar basado en Valladolid, no sólo a principios del siglo XX, sino que continúa manteniéndose hoy en día como una de las ciudades de España con más infraestructura militar, a pesar de, la merma de los últimos años en este campo.
Un año más tarde, se produjo la inauguración del segundo aeródromo de la ciudad. El aeródromo de La Rubia, fue el primero construido en las afueras de la ciudad. Este aeródromo, fue, además, el primer aeródromo completamente militar; aunque, como con el anterior, también desapareció.
Por último, aunque, no por ello menos importante, quedaría citar otro aeródromo, inaugurado el año 1913, en la zona de San Isidro, sin otra intención que ser otro punto de referencia para los pilotos de la época, ayudando además, a reducir los aviones en el centro ciudadano.
Como los otros dos aeropuertos, este aeródromo pasó a la historia, aunque, tras las oportunas modernizaciones, hoy en día, es posible recorrer parte de la pista, como calle urbana de la ciudad.

### Los inicios
A pesar de contar Valladolid con tres aeródromos activos, la necesidad de crecimiento de la ciudad hizo plantear la existencia de los tres como inviable para el desarrollo urbano y, por ello, el Ayuntamiento comenzó a buscar un lugar amplio y no muy alejado de la capital en 1921.
Este año, comenzaron las primeras gestiones para localizar el lugar más idóneo y cuyos habitantes estuvieran de acuerdo en ceder los terrenos necesarios. Los años pasaron sin obtener resultado alguno y, mientras el consistorio incrementaba sus esfuerzos al respecto, algunos sectores comenzaron a dudar de la posibilidad de poder contar con un aeropuerto práctico en Valladolid.
No fue sino hasta 1936, es decir, quince años después de comenzar a buscar una nueva localización para el aeropuerto de la ciudad, cuando la población del municipio de Villanubla cedió 700 000 m² (metros cuadrados) para la construcción del nuevo aeropuerto.
Sin embargo, hasta 1938 no se efectuaría, finalmente, su inauguración, ocupando buena parte del espacio que, hoy en día, sigue ocupando el actual.

### La entrada militar
En 1939, tras el fin de la Guerra Civil y ya durante la época franquista, se instaura en el aeropuerto la que sería la 1.ª Brigada Aérea; se convertía, no solo en el único aeródromo en Valladolid, sino que este movimiento también supuso que desde 1936 se cerrase la puerta al tráfico civil en la ciudad.
En 1940, se establece el 16.º Regimiento, aumentando la dotación militar del aeropuerto. Como colofón, un año más tarde, se establece el 33.er Regimiento, con el que finalizó, por el momento, la dotación militar en el lugar.

### Las primeras modernizaciones

Bases Aéreas del Ejército del Aire de España.

Tras el final de la Guerra Civil, el nuevo régimen de Franco destinó batallones de trabajadores como mano de obra esclava para trabajar en obras de mejora del aeródromo. Unos trescientos prisioneros se hacinaban en barracones sin agua para uso personal, sin camas o colchonetas («hacen el oficio unas tablas de madera»); un informe oficial añadía: «La higiene personal es desastrosa, todos los individuos están parasitados de piojos en gran cantidad y la sarna hace presa en ellos etc.».
Hubieron de pasar diez años hasta que en 1946 se declarara definitivamente abierto de nuevo el aeropuerto al tráfico civil.
No obstante, aun hubo que esperar tres años más, a mediados de 1949, cuando, se efectúa la inauguración del Real Aeroclub de Valladolid, cuyo edificio sigue aun en pie, y cuenta con la única cafetería al aire libre del aeropuerto.
Unos años después, durante los años 1951 y 1952, se efectuó un compactamiento de pista, para permitir pasar de la clásica pista de tierra y hierba, a una pista mucho más resistente y capaz de asumir un mayor peso de los aviones en aterrizaje; como complemento, se dotó al aeropuerto de nuevas ayudas luminosas para facilitar los aterrizajes en condiciones de baja visibilidad.
Sin embargo, una nueva cancelación de los permisos de uso aeroportuario redujo las posibilidades de mejorar y equiparar al aeropuerto de Valladolid con aquellos de ciudades similares.
El 26 de mayo de 1969 se inauguró la línea aérea Valladolid-Barcelona.

### Las últimas mejoras

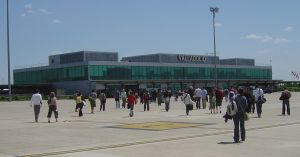
Terminal del Aeropuerto de Valladolid, imagen del año 2006.

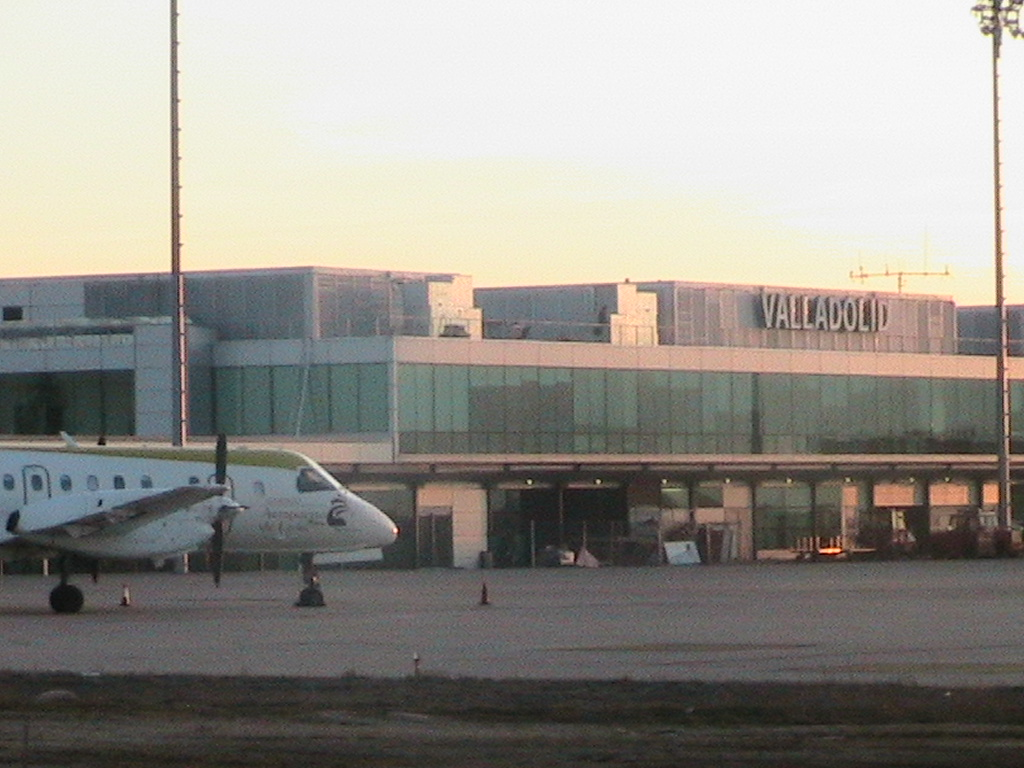
Terminal del Aeropuerto de Valladolid, año 2006.

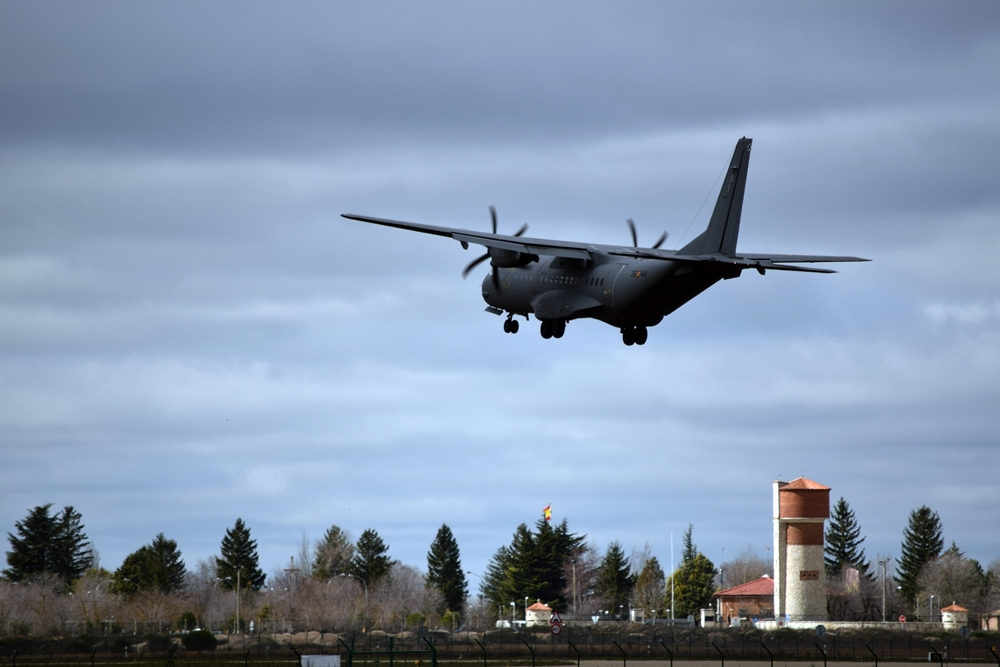
CASA C-295M del Ejército del aire a punto de aterrizar en la base militar, año 2016.

No sería sino hasta 1972 cuando se retomarían las actuaciones en el aeropuerto de Valladolid. Estas mejoras son, además, el principio del aeropuerto actual, y es que, prácticamente todo el aeropuerto actual, es el resultado de las intervenciones realizadas entre 1972 y 1973.
En este momento, se construyen las calles de rodadura, la plataforma de estacionamiento, y la urbanización externa. Todos estos, son los que aun perduran en el aeropuerto vallisoletano. También se construyó, en esta segunda actuación en el aeropuerto, la primera terminal, aunque, en este último caso, si ha desaparecido para dejar su lugar a la terminal actual.A pesar de que esta terminal estaría condenada a desaparecer, sí se efectuaron en ella ciertas mejoras.
En 1979 el aeropuerto fue usado para llevar a cabo un proyecto meteorológico con el objetivo de comprobar si era posible provocar lluvia sembrando las nubes con sustancias como el yoduro de plata. El experimento no finalizó con éxito.
Así, en 1982, sólo nueve años después de la inauguración de la terminal, se realiza la única actuación remarcable de ampliar la zona de llegada, la cual, con el tiempo pasó a un segundo plano, debido a que en ese mismo año, también se instaló el primer ILS del aeropuerto.
El ILS instalado era de categoría I, y se ubicó en la pista 23, y ha permanecido activo durante casi veinticinco años, hasta que fue cambiado por un nuevo ILS de categoría II/III. La actuación de instalación del ILS en categoría I se consideró como de gran importancia para el aeropuerto, debido a las dificultades para aterrizar durante el invierno, asociado a las frecuentes y densas nieblas que aparecían por la zona aeroportuaria.
En 1990, se produce una nueva actuación en pista, pues, es en este año cuando se amplía la pista hasta los 3000 m (metros). Después de esta actuación habría que esperar hasta el año 2000, con la inauguración de la nueva terminal, para ver de nuevo actuaciones en el aeropuerto. El 27 de diciembre de 2005, el aeropuerto inauguró una ampliación de plataforma de 5200 m² (metros cuadrados), destinados al deshielo de los aviones. Esta actuación, teniendo en cuenta la localización del aeropuerto, se puede considerar vital para los vuelos, puesto que en Valladolid, pueden registrarse temperaturas de hasta más de diez grados bajo cero, y durante el invierno, hay presencia de hielo el 80 % de los días. Para el verano de 2006, se inauguró la nueva sala de embarque, en lo que ha sido, la última actuación hasta la actualidad en la terminal del aeropuerto de Valladolid.
Finalmente, el 19 de marzo de 2007, se consideró como totalmente concluida la instalación del ILS en categoría II/III, que posibilitó reducir las cancelaciones y los desvíos en un 78 %.
Tras la reforma del edificio terminal, inaugurado en el año 2000, y la llegada de compañías aéreas de bajo coste en 2003, el aeropuerto de Villanubla se ha convertido en uno de los núcleos principales de pasajeros de Castilla y León.
En 2022, fue elegido “Mejor Aeropuerto Europeo” en la categoría de menos de dos millones de pasajeros por el Consejo Internacional de Aeropuertos.

## Características
En el año 2016, el aeropuerto de Valladolid gestionó 231 868 pasajeros, 4420 movimientos de aeronaves y 29,8 toneladas de carga. Ocupa el puesto 31.º en movimiento de pasajeros dentro de los 48 aeropuertos de la red de AENA a la que pertenece.
Su código IATA es VLL, y su código OACI es LEVD. Su principal conexión se establece con Barcelona (ruta operada por Vueling y Ryanair) y, durante varios meses al año, existen también vuelos con destino a Sevilla, Palma de Mallorca, Tenerife, Gran Canaria y Lanzarote. Los vuelos internacionales que realizaba la compañía Ryanair fueron suprimidos en marzo de 2013.
A estos destinos regulares hay que sumarles las rutas chárter que se realizan desde este aeropuerto para organizaciones de viajes para personas mayores de la comunidad.
El aeropuerto tiene conexión directa con la N-601 y, desde el 1 de octubre de 2013 también está comunicado a través de la A-60.

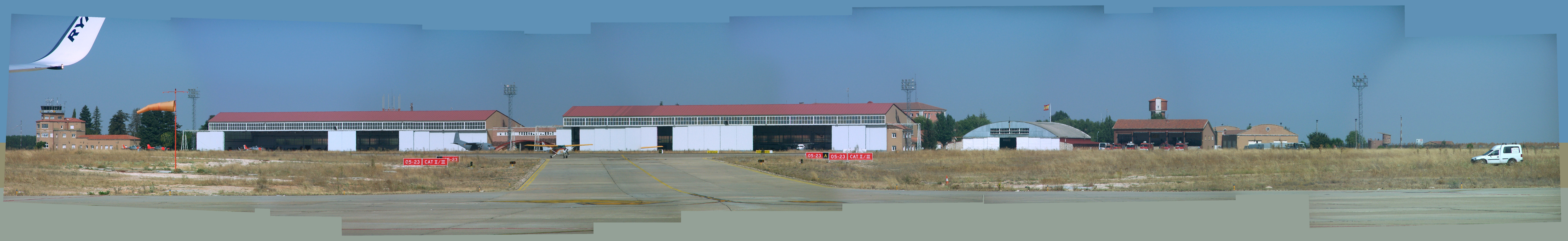
Panorámica de la pista del aeropuerto de Villanubla.

## Instalaciones
La terminal posee 4500 m² (metros cuadrados) de superficie, lo que dota al aeropuerto de una capacidad máxima de pasaje de 725 000 pasajeros.
La plataforma civil tiene una superficie de 36 500 m². Está dotada de cinco posiciones de aviación general; seis posiciones de aviación comercial y tres de deshielo. El 27 de diciembre de 2005, el aeropuerto inauguró la nueva plataforma para deshielo de aeronaves, con una extensión de 5200 m².
La plataforma militar del Ejército del Aire y del Espacio, por su parte, cuenta con 11 000 m² de superficie, sede del Ala 37. Dispone de 8 aviones CASA CN-235 de vigilancia marítima operados por las Alas 46, 48 y 49 y varios aviones Beechcraft Bonanza del 422 Escuadrón, además opera 2 C-212 Aviocar cedidos por el 721 Escuadrón. En 2020 desapareció el Ala 42. En 2024 el Ala 37 cumplió su 50º aniversario en Villanubla.
Desde marzo de 2007, la cabecera 23 cuenta con un sistema de aproximación instrumental ILS CAT II/III.
La pista de vuelo (05/23), compartida con la base aérea de Villanubla, tiene unas dimensiones de 3000 por 45 m (metros), lo que permite que puedan operar todo tipo de aeronaves.
A mayores, el aeropuerto cuenta con una pista de tierra compactada de 900 m de largo, por 60 de ancho, en orientación 15/33; de uso exclusivamente militar.
El aparcamiento de pago del aeropuerto, cuenta con 350 plazas; aunque en un plazo máximo de dos años; se terminará una nueva ampliación de este.
A las afueras de la terminal hay una parada de taxis así como una de autobuses de línea.
El aeropuerto de Valladolid cuenta con ocho mostradores de facturación, dos cintas de recogida de equipaje, cinco puertas de embarque y cafetería-restaurante.
Además cuenta con dos mostradores de alquiler de vehículos, uno de información turística, uno de información de Aena, dos touroperadores y mostradores de atención al cliente de Iberia y Ryanair.

## Aerolíneas y destinos
En la actualidad existen los siguientes vuelos desde el aeropuerto de Valladolid:

### Destinos nacionales
| Ciudades          | Nombre del aeropuerto                            | Aerolíneas                               | Aeronaves        | Frecuencias semanales       |
| España            | España                                           | España                                   | España           | España                      |
| ----------------- | ------------------------------------------------ | ---------------------------------------- | ---------------- | --------------------------- |
| Islas Baleares    |                                                  |                                          |                  |                             |
| Palma de Mallorca | Aeropuerto de Palma de Mallorca                  | Air Nostrum (Estacional)                 |                  | L M X J V S D               |
| Islas Canarias    |                                                  |                                          |                  |                             |
| Gran Canaria      | Aeropuerto de Gran Canaria                       | Air Nostrum (Estacional) Binter Canarias | CRJ-1000 E195-E2 | L M X J V S D L M X J V S D |
| Tenerife          | Aeropuerto de Tenerife Norte-Ciudad de La Laguna | Air Nostrum (Estacional)                 | CRJ-1000         | L M X J V S D               |

A estos destinos regulares hay que añadirles los vuelos chárter que realiza el Club de los 60 de Castilla y León, que a menudo ofrecen plazas a destinos tanto nacionales como al resto de Europa.

## Tráfico
En el año 2015, el aeropuerto tuvo un tráfico de 218 293 pasajeros, suponiendo una importante caída respecto al año anterior. En cuanto al número de operaciones se registró un ligero ascenso, hasta llegar a las 4650.
A día de hoy, Valladolid continúa manteniendo el liderazgo de los aeropuertos castellano-leoneses en lo que se refiere a número de pasajeros.
La instalación en 2007 de un sistema de aproximación ILS CAT II/III ha permitido reducir el número de cancelaciones debidas a la niebla, si bien no lo ha eliminado completamente debido a que muchos de los aviones que operan en Villanubla no están equipados con dispositivos compatibles con dichas categorías.
El 19 de diciembre de 2007, el aeropuerto alcanzó por primera vez en su historia los 500 000 pasajeros en un mismo año. El pasajero, procedente de Barcelona en un vuelo de Lagun Air, fue recibido por la directora del aeropuerto, Elena Mayoral, el coronel de la Base Aérea de Villanubla, Francisco Javier Palacios, y la jefa de escala de la compañía aérea, Elena Crespi.
En 2010, hubo un fuerte repunte de pasajeros, gracias a las nuevas conexiones de Ryanair, en el plano doméstico (Lanzarote y Barcelona) e internacional (adelanto de operaciones de Milán-Bérgamo). En 2020 las cifras cayeron muy significativamente debido al impacto en la aviación de la pandemia de COVID-19.
| Año           | 2000    | 2001    | 2002    | 2003    | 2004    | 2005    | 2006    | 2007    | 2008    | 2009    | 2010    | 2011    | 2012    | 2013    | 2014    | 2015    | 2016    | 2017    | 2018    | 2019    | 2020   | 2021    | 2022    | 2023    |
| ------------- | ------- | ------- | ------- | ------- | ------- | ------- | ------- | ------- | ------- | ------- | ------- | ------- | ------- | ------- | ------- | ------- | ------- | ------- | ------- | ------- | ------ | ------- | ------- | ------- |
| Pasajeros     | 206.687 | 195.172 | 204.732 | 232.254 | 442.219 | 444.520 | 457.793 | 512.929 | 479.716 | 365.683 | 392.683 | 462.477 | 378.418 | 260.285 | 223.583 | 218.293 | 231.868 | 227.261 | 253.271 | 249.224 | 71.685 | 102.543 | 172.006 | 208.923 |
| Operaciones   | 8.692   | 8.510   | 8.169   | 8.912   | 11.386  | 12.056  | 11.582  | 14.093  | 13.002  | 9.233   | 8.969   | 9.077   | 6.520   | 4.592   | 4.389   | 4.650   | 4.419   | 5.089   | 5.032   | 5.670   | 2.843  | 5.651   | 7.278   | 6.563   |
| Variación pax | -       | -5,57%  | +4,90%  | +13,44% | +90,40% | +0,52%  | +2,99%  | +12,04% | -6,47%  | -23,77% | +7,38%  | +17,8%  | -18,2%  | -31,2%  | -14,1%  | -2,4%   | 6,2%    | -2,0%   | 11,4%   | -1,5%   | -71,2% | +42,7%  | +67,7%  | +21,5%  |
| Variación ops | -       | -2,09%  | -4,01%  | +9,10%  | +27,76% | +5,88%  | -3,93%  | +21,68% | -7,74%  | -28,99% | -2,86%  | +1,1%   | -28,2%  | -29,6%  | -4,4%   | 6,1%    | -5,1%   | 15,4%   | -1,3%   | 12,7%   | -49,9% | +98,7%  | +28,8%  | -10,2%  |

En el año en curso las variaciones se calculan sobre el mismo periodo del año anterior.
Fuente: Estadísticas Aeropuertos Españoles por año (AENA)

## Transporte Aeropuerto-Valladolid

### En autobús
Frecuencia aproximada de 90 minutos. Empresa Linecar. El precio es de 3,00 € el billete sencillo, llegando a costar 1,15 € adquiriendo bonos.
Horarios Valladolid-Aeropuerto:
Lunes a sábado: 6:00 - 7:30 - 9:00 - 10:30 - 12:00 - 13:30 - 15:00 - 16:30 - 18:00 - 19:30 - 21:00
Domingos y festivos: 9:00 - 10:30 - 12:00 - 13:30 - 15:00 - 16:30 - 18:00 - 19:30 - 21:00
Cabecera de línea: Estación de autobuses.
Realiza paradas en: Paseo Isabel la Católica (junto Pza. Poniente), Avenida de Gijón 8 (Pza. San Bartolomé) y Villanubla.
Final de línea: Aeropuerto de Valladolid.
Horarios Aeropuerto-Valladolid:
Lunes a sábado: 6:45 - 8:15 - 9:45 - 11:15 - 12:45 - 14:15 - 15:45 - 17:15 - 18:45 - 20:15 - 22:50
Domingos y festivos: 9:45 - 11:15 - 12:45 - 14:15 - 15:45 - 17:15 - 18:45 - 20:15 - 22:50
Cabecera de la línea: Aeropuerto de Valladolid
Realiza paradas en: Villanubla, Avenida Ramón Pradera (Feria de Muestras), Paseo Isabel la Católica (Frente pza. Poniente) y C/ Recondo (Frente estación de tren).
Final de la línea: Estación de autobuses.

### En taxi
Desde el aeropuerto a la ciudad y viceversa se cobra una tarifa fija de 19,00 € de lunes a viernes y de 21,00 € los fines de semana y en horario nocturno.

## Incidentes y accidentes

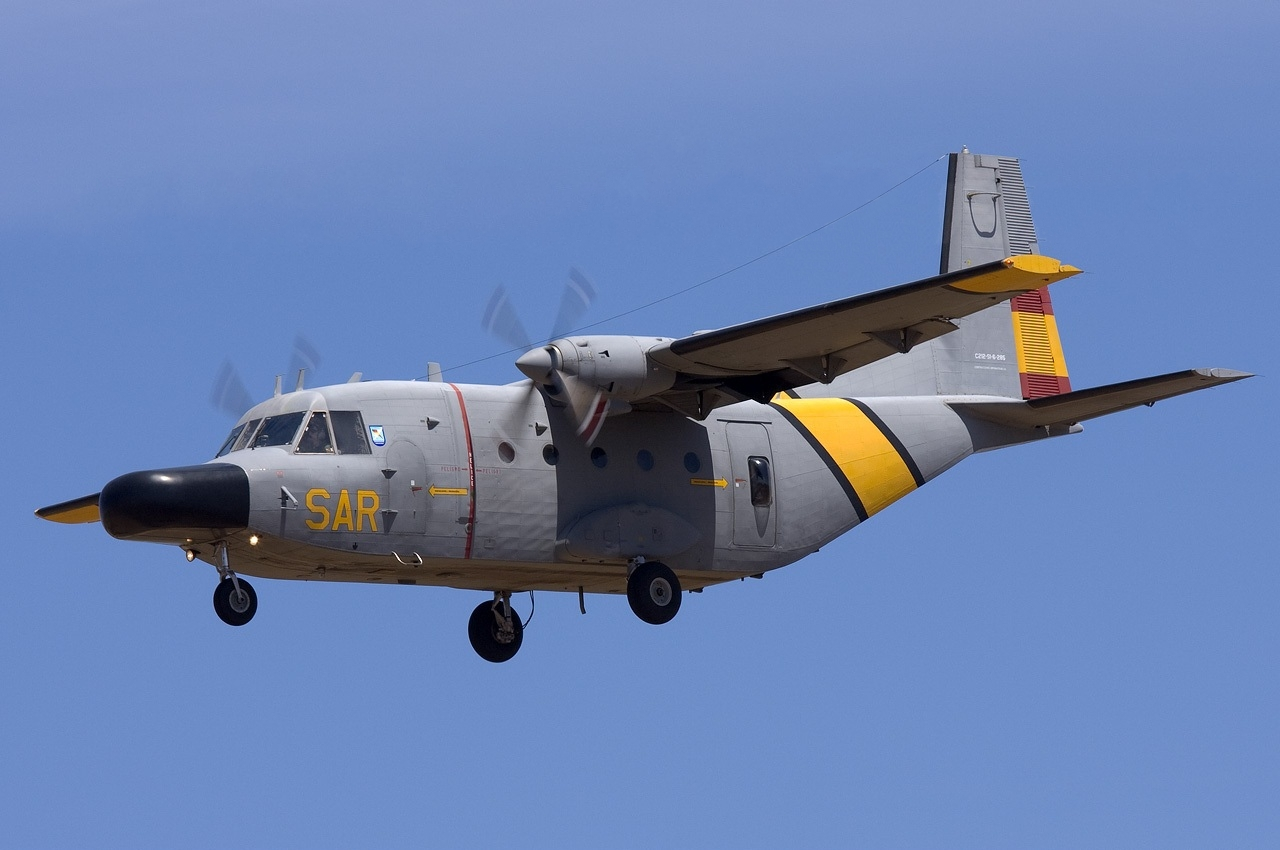
El accidente de un CASA C-212 Aviocar 200 (como el de la imagen) en 1998 en La Cistérniga en el que murieron 3 personas es el accidente de avión más grave producido en la provincia de Valladolid. El accidente de helicóptero más grave sucedió el 31 de marzo de 2003 en el que murieron 5 militares que realizaban unas maniobras militares.

En el aeropuerto solo ha habido un accidente reseñable:
- 19 de junio de 1994: mueren dos personas al estrellarse una avioneta durante un festival aéreo en este aeropuerto.[19]

Además ha estado involucrado de manera indirecta en los siguientes episodios:
- 20 de diciembre de 1955: un avión Junkers Ju 52 del ejército del aire español, que había despegado desde este aeropuerto y se dirigía a Getafe (Madrid), se estrelló en La Granja de San Ildefonso (Segovia) muriendo 4 de sus 5 ocupantes.[21]
- 2 de febrero de 1956: un avión Junkers Ju 52 del ejército del aire español, que había despegado desde este aeropuerto y se dirigía a Zaragoza, se estrelló en Peñalba de la Sierra (Guadalajara) muriendo sus 7 ocupantes.[22] No fueron descubiertos los restos y los cadáveres hasta el día 7.[23][24][25][26]
- 12 de marzo de 1998: un CASA C-212 Aviocar 200 del ejército del aire español, que había despegado de la base de Torrejón (Madrid) y se dirigía a este aeropuerto, se estrella en La Cistérniga (Valladolid) falleciendo las 3 personas que iban a bordo.[27]
- 24 de enero de 2007: un avión de pasajeros Bombardier CRJ200 de la aerolínea Air Nostrum (código IB-8665), que había despegado de este aeropuerto y se dirigía a Barcelona, sufrió un aterrizaje forzoso en el Aeropuerto de Barcelona-El Prat sin lamentar víctimas.[28][29]
- 9 de agosto de 2010: un avión de Ryanair de tipo Boeing 737-800 que cubría la ruta Valladolid-Málaga aborta el despegue después de dar un "fuerte frenazo" y vuelve a la terminal por problemas técnicos.[30]
- 14 de julio de 2014: una avería en un avión Vueling a desembarcar a los pasajeros de un vuelo destino Barcelona.[31]
- 20 de mayo de 2017: un avión de la compañía Vueling que cubría la ruta Valladolid-Barcelona, sufre una avería y deja tirados a doscientos pasajeros durante diez horas.[32]
- 5 de mayo de 2019: un avión de la compañía Ryanair que cubría la ruta Valladolid-Barcelona despega con más de cinco horas de retraso tras una avería.[33]
- 8 de diciembre de 2019: un fallo en el sistema antiniebla impide aterrizar dos aviones en Villanubla.[34]
- 1 de agosto de 2021: una avería obliga a desembarcar a 200 pasajeros de un vuelo de Ryanair Valladolid a Barcelona[35]

## Galería

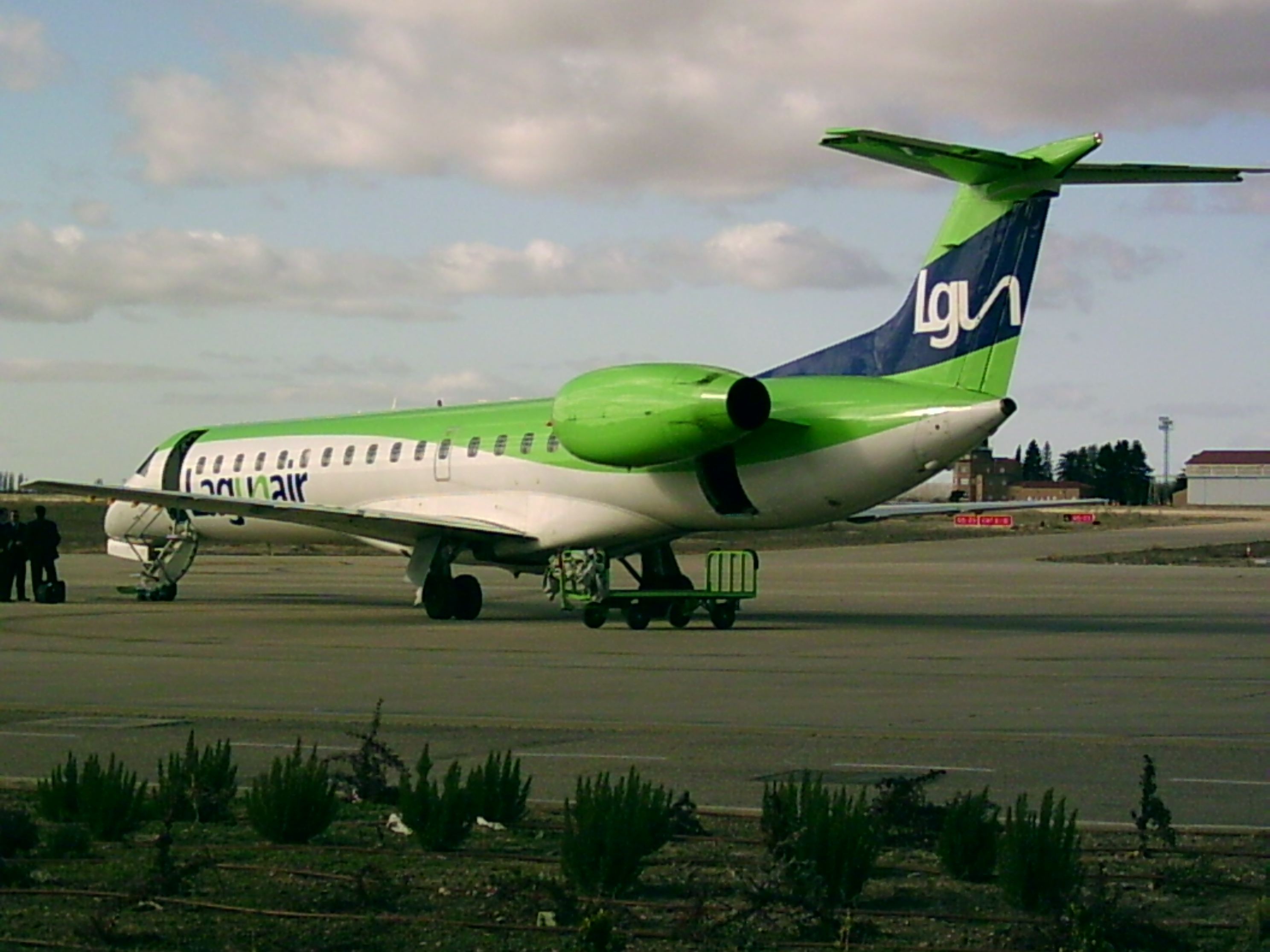
ERJ 145 de Lagunair estacionado en el aeropuerto de Valladolid.
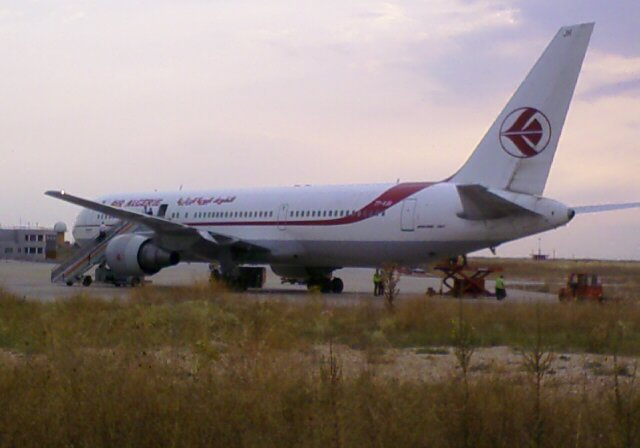
Boeing 767 de Air Algérie en plataforma del aeropuerto de Valladolid.
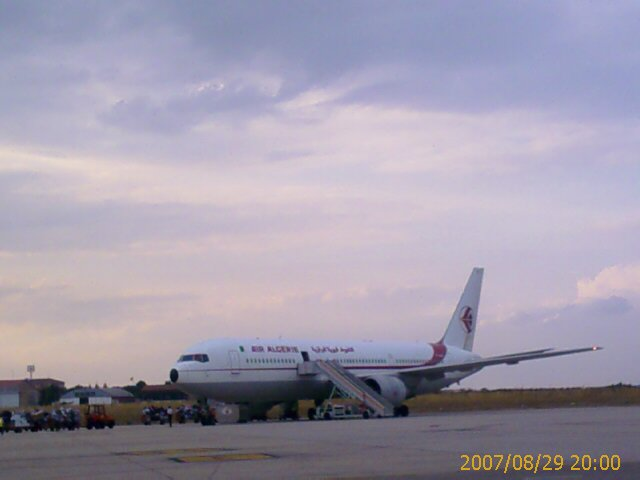
Atardecer en el aeropuerto de Valladolid con un Boeing 767 de Air Algerie en plataforma.
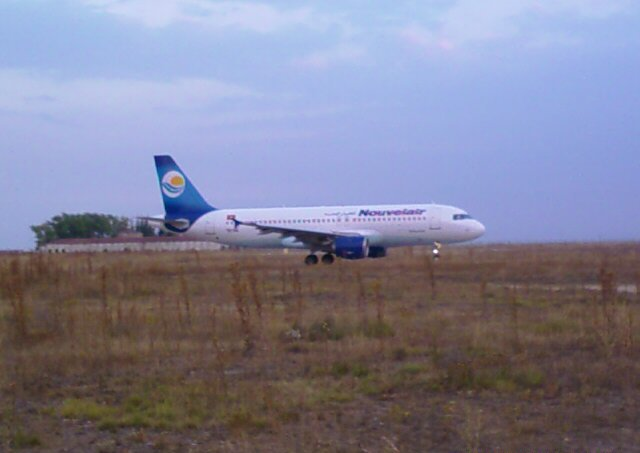
A320 de Nouvelair rodando por el aeropuerto de Valladolid.
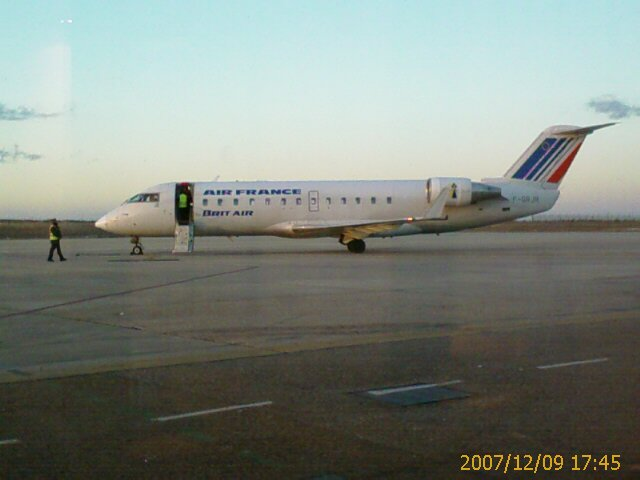
CRJ100 de Brit Air (Air France Regional) estacionado en el aeropuerto de Valladolid.
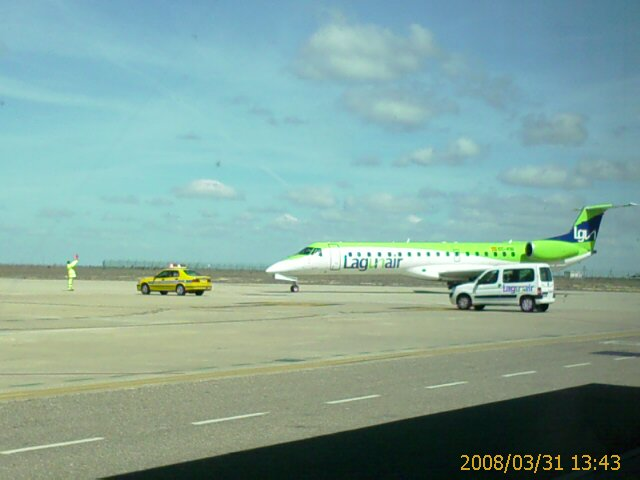
ERJ 145 de Lagunair siguiendo las indicaciones del personal de pista para estacionar la aeronave en el aeropuerto de Valladolid.
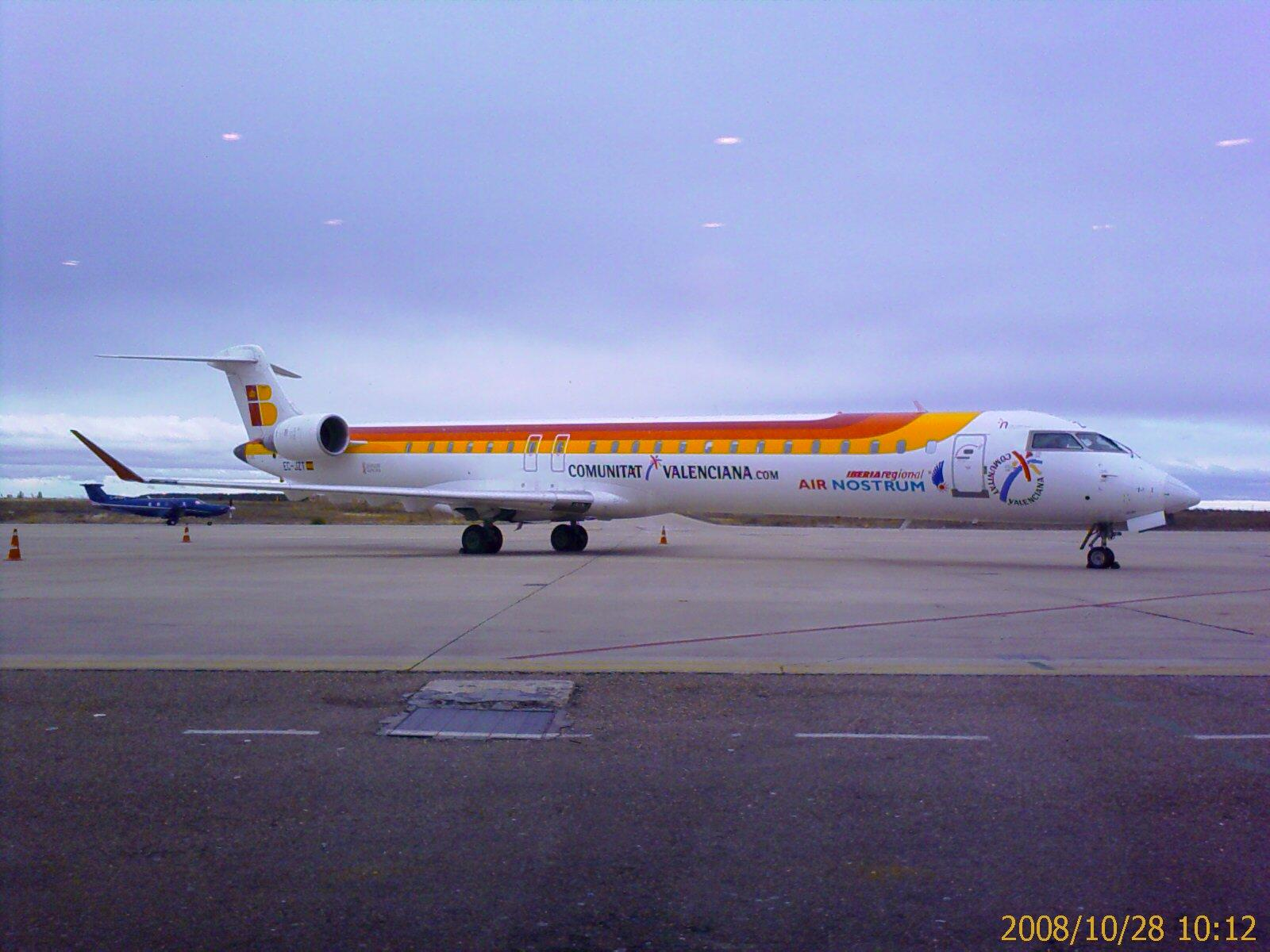
CRJ900 de Air Nostrum estacionado en el aeropuerto de Valladolid.
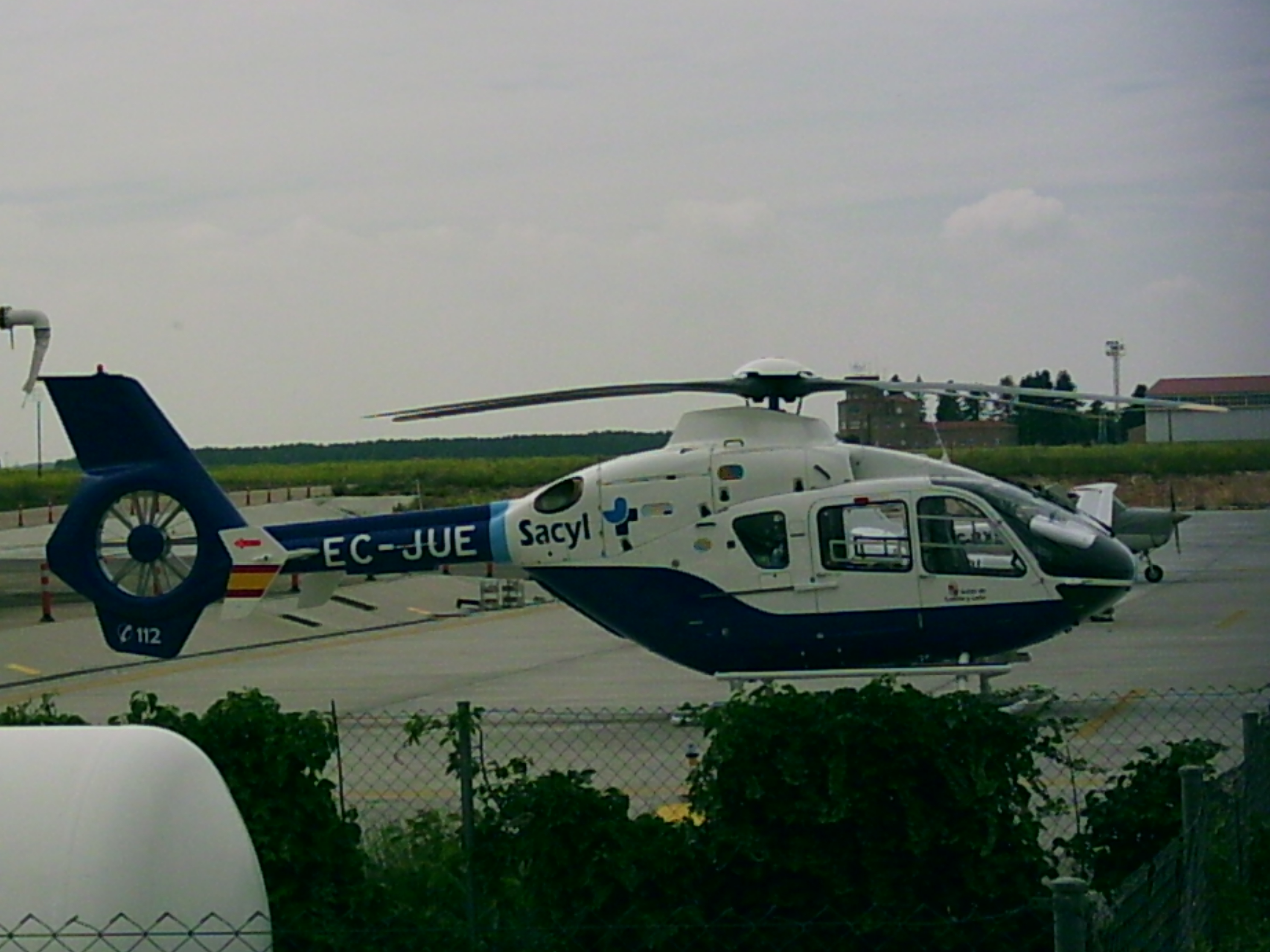
Helicóptero del Sacyl, con nombre Sacyl-V, estacionado en la plataforma del aeropuerto de Valladolid.
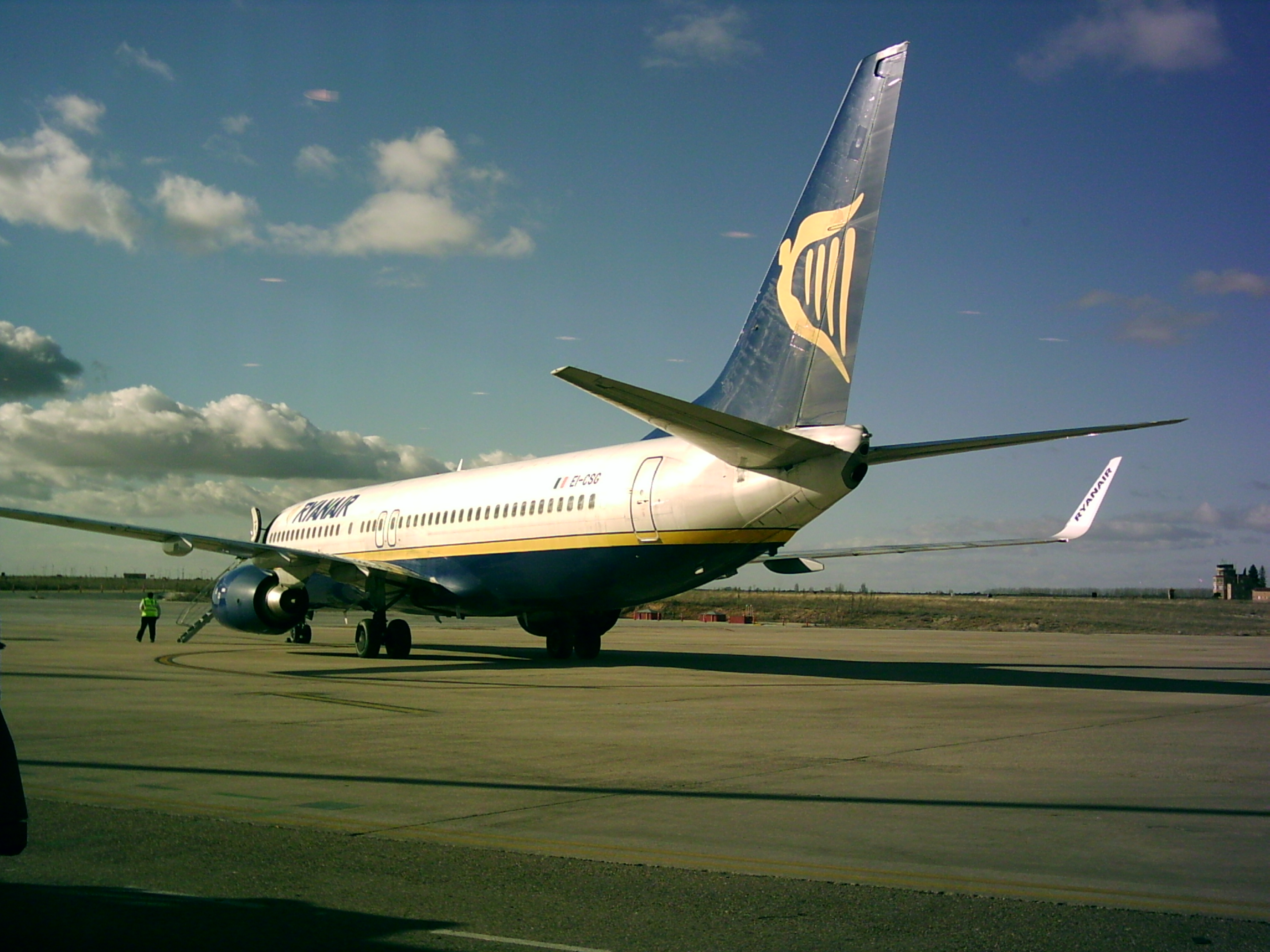
Boeing 737-800 de Ryanair a punto de embarcar a los pasajeros, para después poner rumbo a Londres/Stansted.
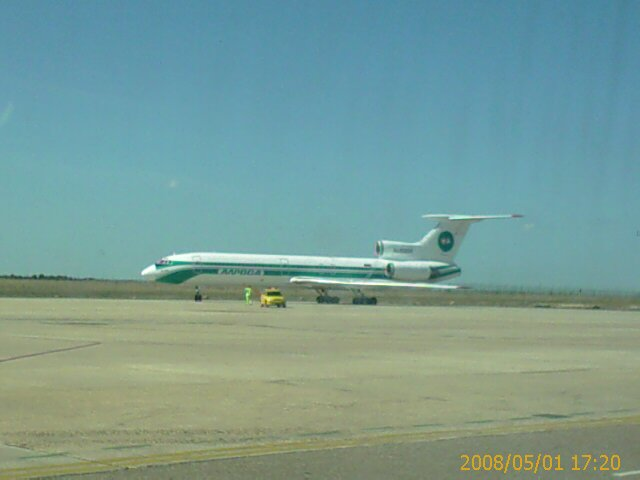
Túpolev 154 en plataforma del aeropuerto de Valladolid.
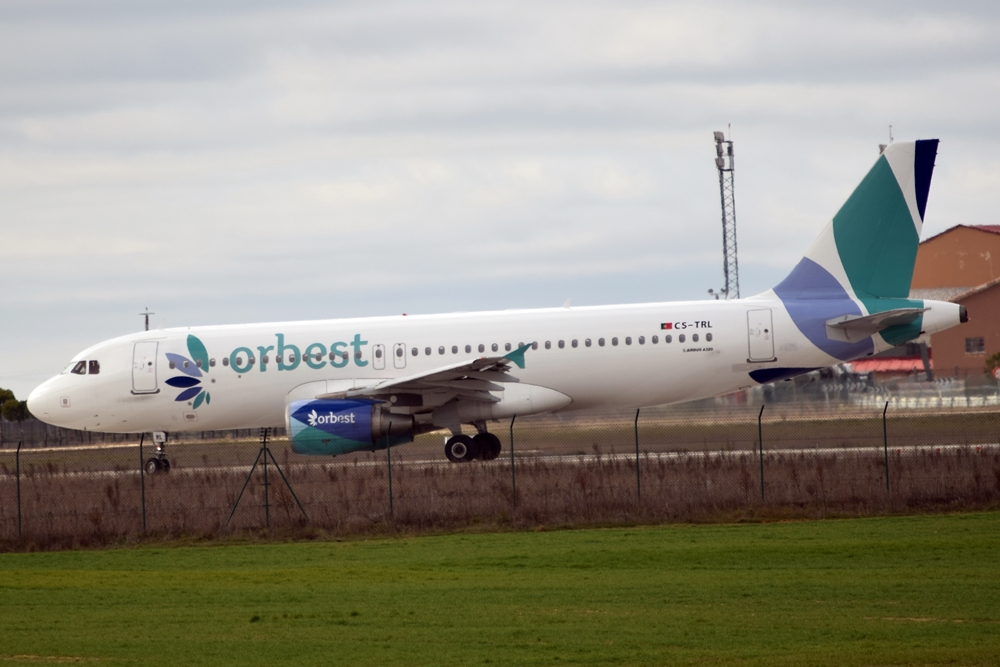
Avión de Evelop rodando en el aeropuerto de Valladolid, 2016.
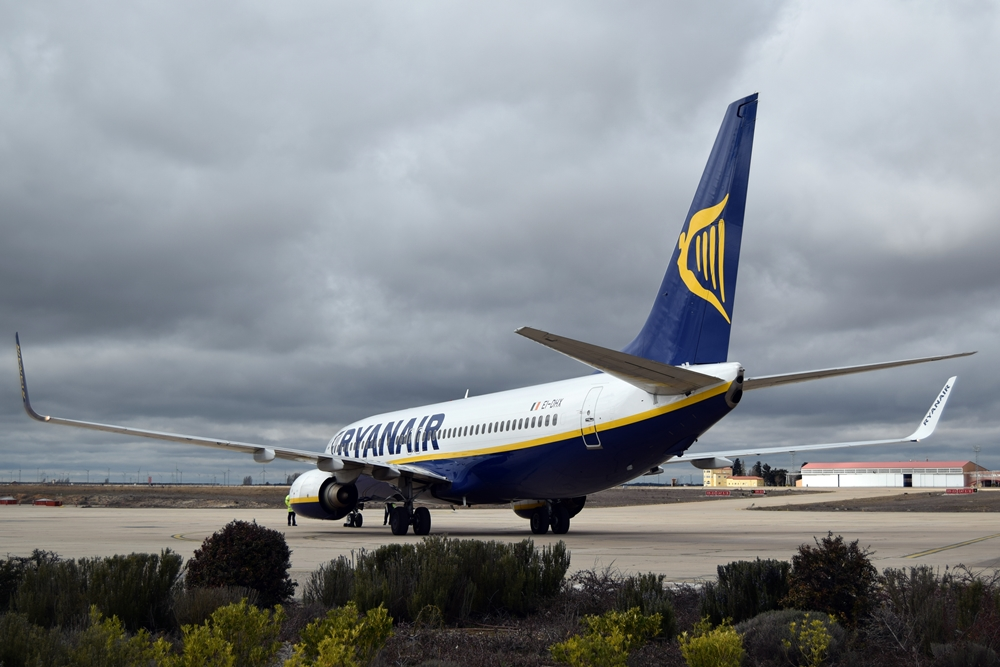
Avión de Ryanair Boeing 737-800 en el aeropuerto de Valladolid, 2016.
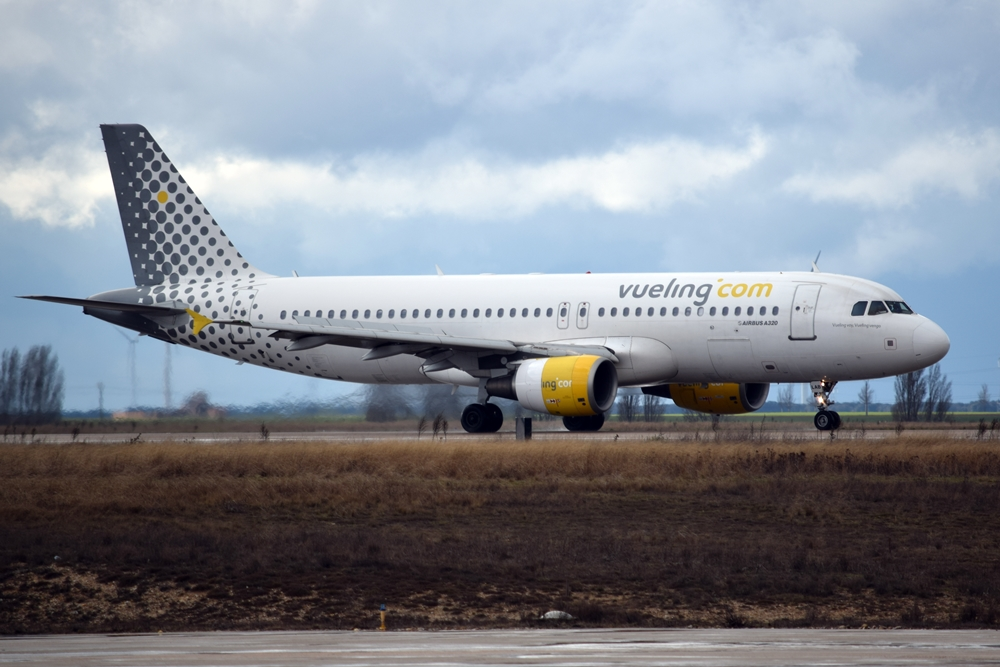
Avión de Vueling rodando en el aeropuerto de Valladolid, 2016.
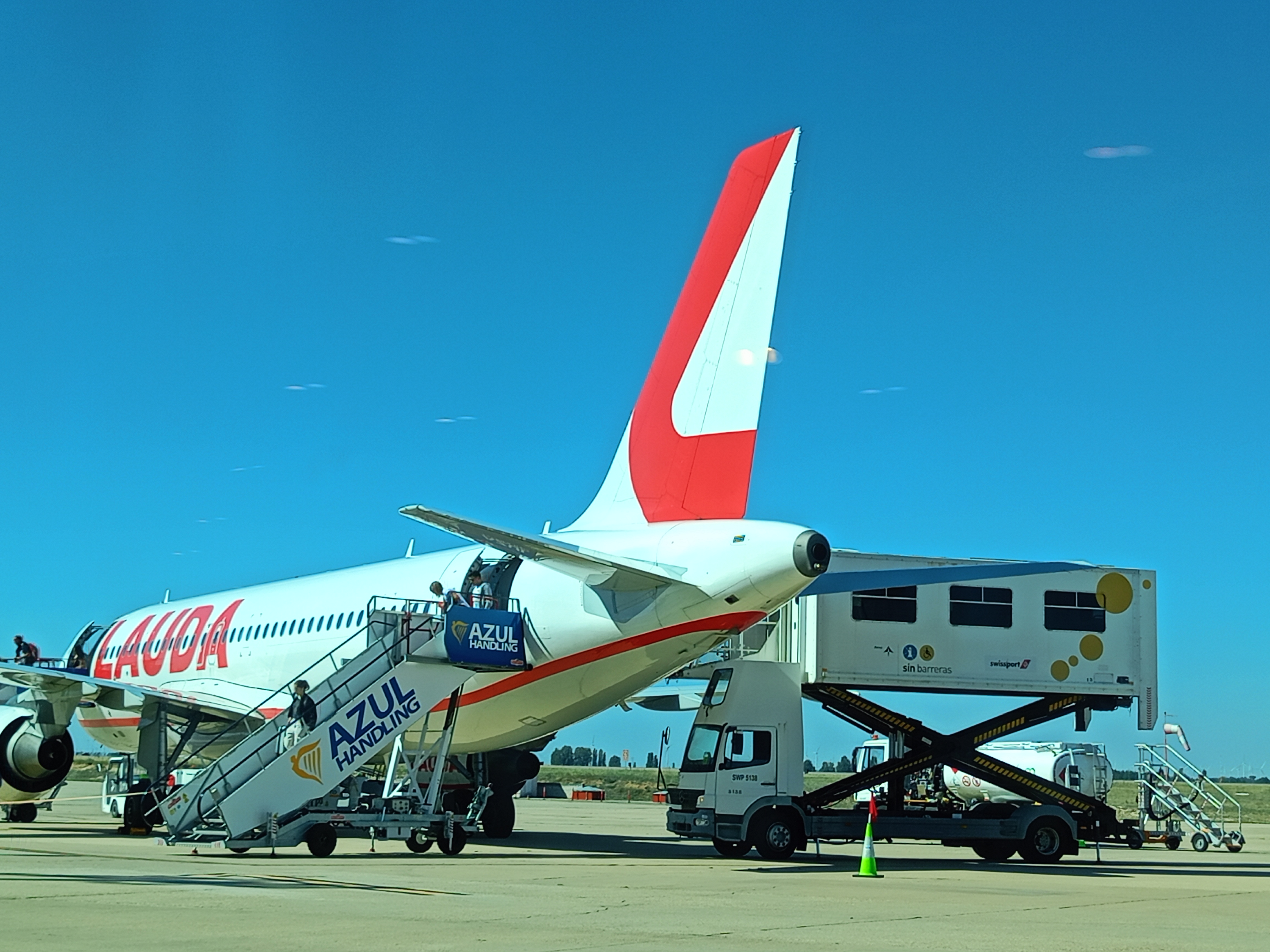
Air Lauda en Aeropuerto de Valladolid